# Michael Avi-Jona

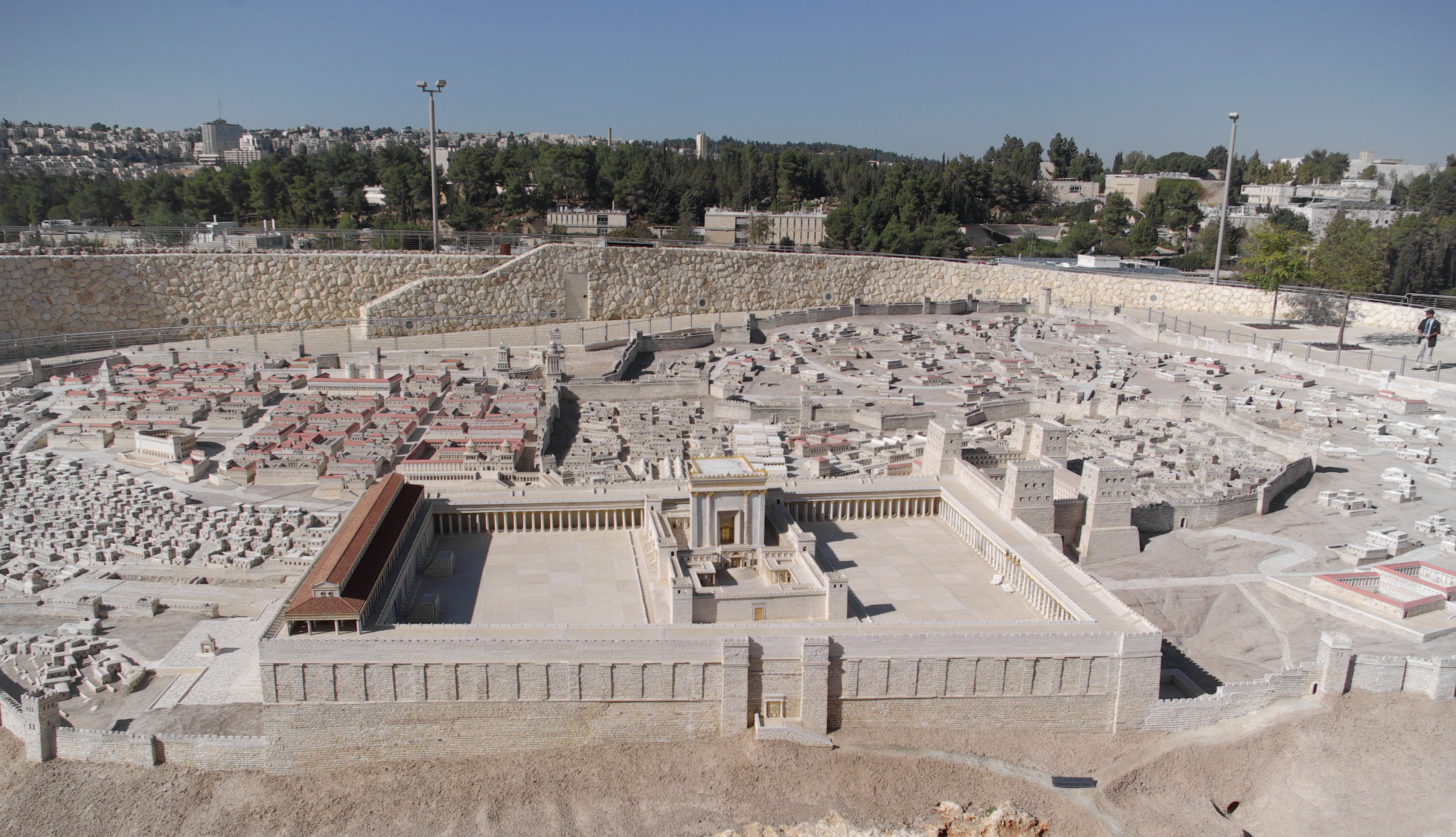
Holyland Model Jeruzaléma

Dr. Michael Avi-Jona (hebrejsky מכאל אבי-יונה‎, Micha'el Avi-Jona, v anglickém přepisu Michael Avi-Yonah (26. září 1904 – 26. března 1974) byl izraelský archeolog a historik, profesor na Hebrejské univerzitě v Jeruzalémě.

## Biografie

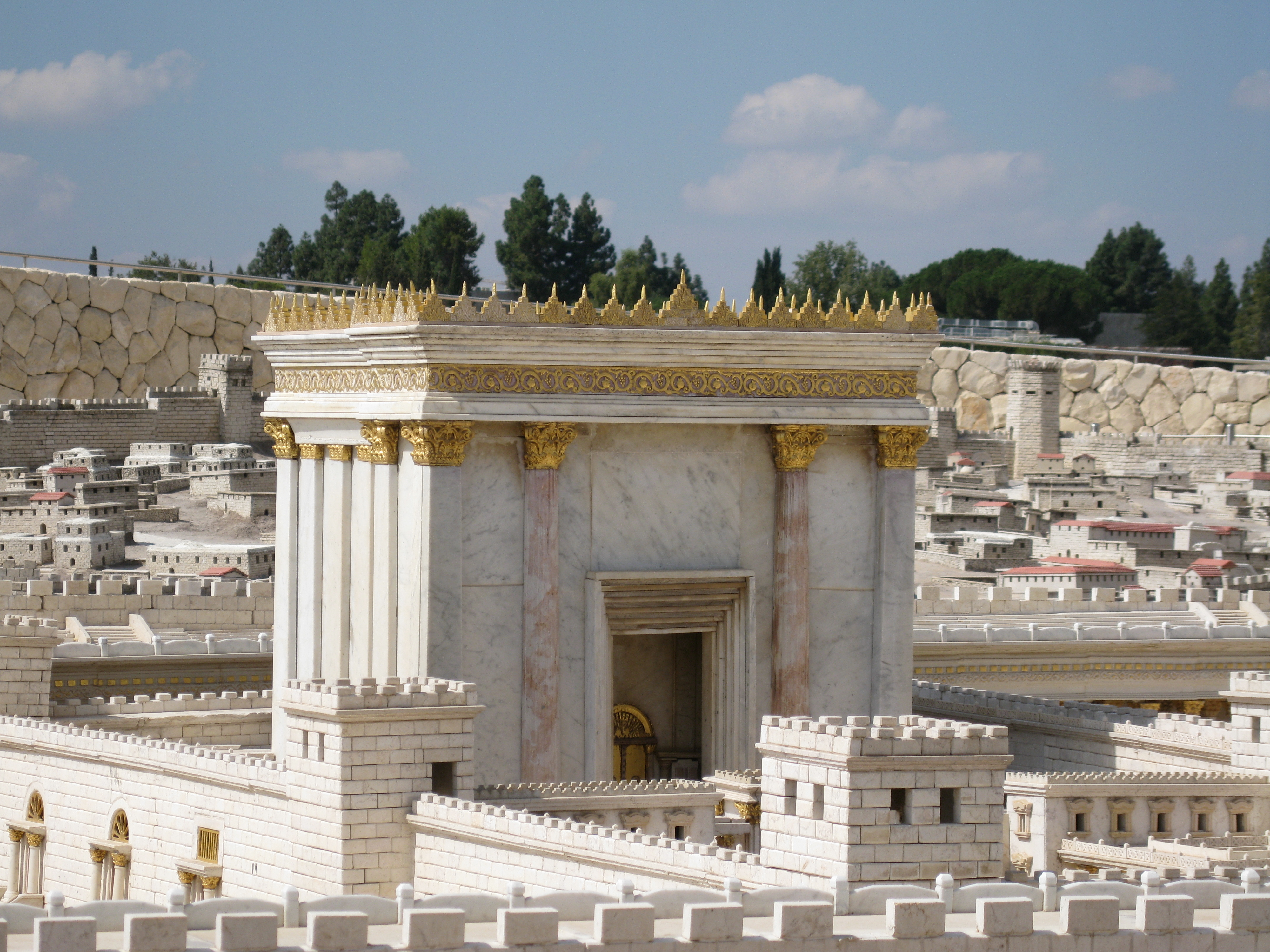
Avi-Jonův model Jeruzaléma

Narodil se ve Lvově (Rakousko-Uhersko, dnes Ukrajina), roku 1919 se přestěhoval se svými rodiči do Jeruzaléma, pak odjel do Anglie studovat historii a archeologii v Londýnské univerzitě, později studoval na jeruzalémské British School of Archaeology. První své vykopávky vedl v Tel el-Ajjul, poblíž Gazy a v Ofelu.
Roku 1949 vedl vykopávky u Giv'at Ram, kde objevil cihlárnu římské Legio X Fretensis. Zúčastnil se předběžných výzkumných vykopávek na Masadě a při vykopávkách u Caesareje objevil starověkou synagogu.
Je autorem modelu Jeruzaléma konce období Druhého chrámu, umístěného v Izraelském muzeu.
Roku 1955 obdržel Bialikovu cenu za svou knihu Památky naší země. Profesor Avi-Jona zemřel v Jeruzalémě roku 1974.